# Vilnija
Vilnija (Wilnija – litewska nazwa Wileńszczyzny) – skrajna, ekstremistyczna, nacjonalistyczna organizacja na Litwie.
Utworzona w 1988, od początku miała antypolski charakter. Zarzuca Polsce i Polakom – w tym mniejszości polskiej na Litwie dążenie do polonizacji Litwy i oderwania Wileńszczyzny. Jako organizacja „pożytku publicznego” krzewiąca język i kulturę litewską na tzw. Litwie Wschodniej (Wileńszczyźnie) była dofinansowywana z budżetu państwa.
Vilnija popiera litwinizację polskiej mniejszości, która według Vilniji składa się ze spolszczonych Litwinów, których należy „przywrócić do ich korzeni”. Organizacja domaga się m.in. zaprzestania działalności szkół nielitewskich (polskich) na Litwie i zmniejszenia wpływu partii politycznej polskiej mniejszości (Akcja Wyborcza Polaków na Litwie).
Vilnija prowadzi także kampanie historyczno-propagandowe, m.in. domagając się polskich przeprosin za bunt Żeligowskiego i międzywojenną „okupację” Wilna, a także demonizując AK, oskarżając ją o ludobójstwo na Litwinach (m.in. wyolbrzymiając zbrodnię w Dubinkach).
Poprzez swoje akcje organizacja ta przyczyniła się do kilkukrotnego pogorszenia stosunków polsko-litewskich; była też krytykowana przez polską prasę, polskich polityków i polskie MSZ.
Działacze:
- dr Kazimieras Garšva – prezes „Vilniji”, doradca społeczny w Ministerstwie Oświaty[10];
- Romualdas Ozolas, założyciel i polityk[11]

Organem silnie sympatyzującym jest pismo „Voruta”, wydawane za pieniądze Departamentu ds. Mniejszości i Uchodźstwa, i będące własnością Juozasa Vercinkevičiusa, udostępniającego poprzez łamy swojego pisma często antypolskie i ksenofobiczne opinie członków Vilniji. Sam Vercinkevičius odcina się od jakichkolwiek powiązań z ekstremistyczną organizacją „Vilnija”.